# Scorched 3D

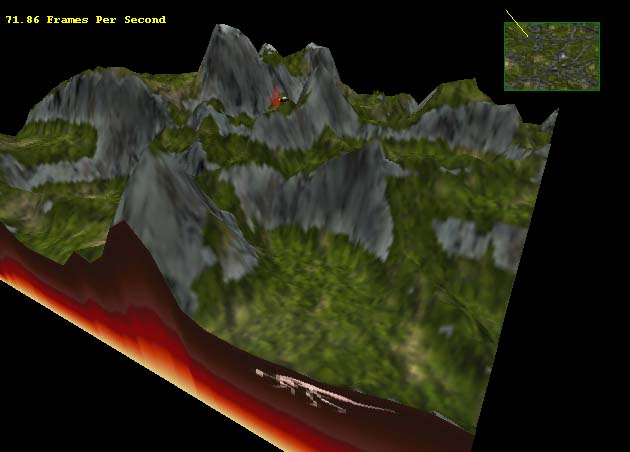
Scorched 3D 第一版：一个地貌生成器

Scorched 3D 是经典回合制策略游戏，细分为炮术游戏，Scorched Earth的3D复刻。不过这次是自由软件。与时俱进的Scorched 3D 添加了3D岛屿地貌和 LAN／Internet游戏支持。最多24方同时游戏。Scorched 3D可以运行在Microsoft Windows和类Unix（Linux，FreeBSD，Mac OS X，Solaris之类）操作系统上。并有纸娃娃系统。
2001年4月，Gavin Camp公开首个版本。原先作为一个3D地图生成器。
Scorched 3D使用实时生成的地图。玩家控制一个坦克或大炮，考虑风向和重力，选取武器对其他玩家或AI进行攻击。
Scorched 3D拥有大约30个MOD，大多紧跟主程序更新。提供武器数据、游戏模式的改动。

## 其他
- 百战天虫
- 刺猬战争